# Резвый, Павел Васильевич
Па́вел Васи́льевич Ре́звый (1864—1911) — петербургский архитектор.
В 1888 году окончил Академию Художеств. С 1890-х — городской участковый архитектор в Санкт-Петербурге. Служил в Городском кредитном обществе. При проектировании зданий широко использовал приёмы неоклассицизма.

## Постройки
- Литейный проспект, 7 — доходный дом. Надстройка. 1898—1899.
- Набережная реки Фонтанки, 114 — здание театра «Буфф» в Измайловском саду. 1900—1901. Перестроено.
- Улица Моисеенко, 14. Доходный дом. 1902.
- 17-я линия Васильевского острова, 38. Доходный дом. Перестройка и расширение. 1903.
- Проспект Энгельса, 4. Дача П. П. Яковлева. Перестройка и расширение. 1904—1906.

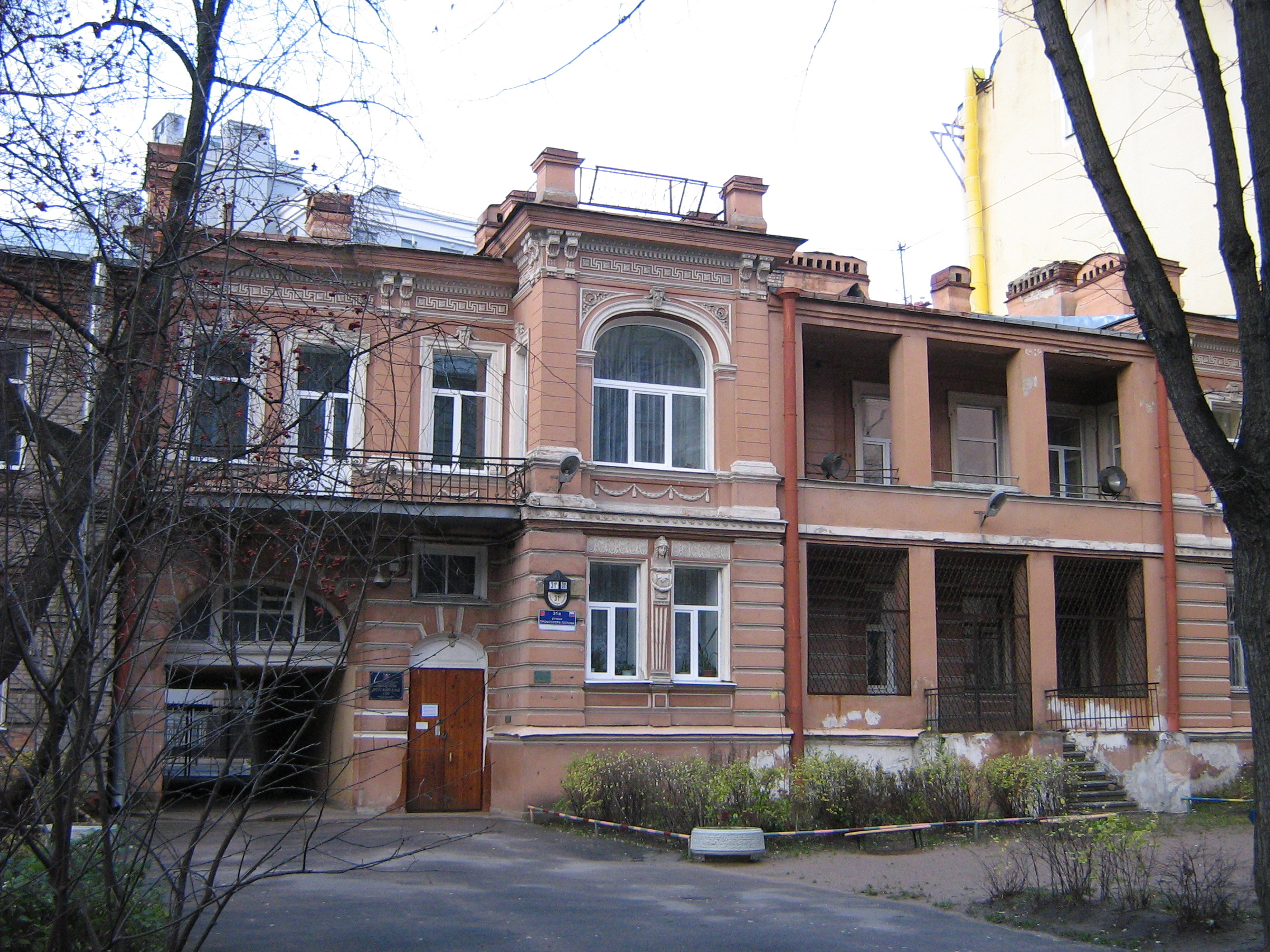
Особняк Резвой (ул. Профессора Попова, 31а).

- Улица Профессора Попова, 31а — 1905, особняк Н. А. (по другим сведениям, А. Н.) Резвой.
- Набережная реки Карповки, д. № 39, двор / Карповский переулок — доходный дом, эклектика, 1905. Разрушен в 2000-х годах[1].
- Улица Тюшина, д. № 10 — доходный дом. 1905.
- Колпинская улица, д.№ 17 — доходный дом, 1906.
- Съезжинская улица, д. № 24 — доходный дом, 1908—1910.
- Гатчинская улица, 7 — доходный дом, неоклассицизм, 1909.
- Большая Монетная улица, д. № 21 / Малая Монетная улица, д. № 9 — доходный дом, 1910.
- Каменноостровский проспект, 57  памятник архитектуры (вновь выявленный объект)[2] — доходный дом, 1910, неоклассицизм, для купца И. Д. Агафонова.
- Боровая улица, д. № 11—13 — доходный дом, 1910.
- Улица Чайковского, 58 — надстройка 5 и 6 этажей и переделка фасада в стиле неоклассицизма (1910).
- Лахтинская улица, д. № 8 — доходный дом, 1911.
- 8-я Советская улица, д. № 34  памятник архитектуры (вновь выявленный объект)[2] — доходный дом И. И. Зиновьева, 1911—1912.